# Contrat de désendettement et de développement
Le Contrat de désendettement et de développement (en abrégé C2D) constitue le principal volet bilatéral additionnel français de l’initiative PPTE d’allègement de la dette des pays en développement. Il consiste en un mécanisme de refinancement par dons des échéances dues : le pays débiteur continue d’honorer le service de la dette mais, sitôt le remboursement constaté, la France lui réserve une subvention d’un montant équivalent pour financer des programmes de lutte contre la pauvreté, sélectionnés d’un commun accord avec le pays bénéficiaire.

## Mécanisme
Les remboursements de la dette bilatérale des Etats concernés sont redistribués par la France sous forme de subventions.
Les décisions concernant ces subventions sont prises par consensus dans un comité mixte comprenant le ministre des finances, l’ambassadeur de France et la société civile. Les appels d'offres se font selon les critères européens et internationaux et non à la discrétion des gouvernements récipiendaires de l'aide.
En général, l'Agence française de développement est chargée de la mise en œuvre des décisions d'affectation des subventions.

## Pays concernés
Les pays éligibles à cette initiative sont ceux qui ont atteint le point d’achèvement de l’initiative PPTE. Soit, en mai 2006 :
- Birmanie
- Bolivie
- Burundi
- Côte d'Ivoire
- Cameroun
- Congo
- Ghana
- Guinée
- Honduras
- Mozambique
- Madagascar
- Malawi
- Mauritanie
- Nicaragua
- République démocratique du Congo
- Rwanda
- Ouganda
- Tanzanie
- Sao Tomé-et-Principe
- Sierra Leone
- Liberia
- Soudan

En mai 2006, sept pays avaient conclu un C2D avec la France : le Mozambique (en novembre 2001), puis l’Ouganda, la Bolivie, la Tanzanie, la Mauritanie, le Ghana et le Cameroun.

### Côte d'Ivoire
La Côte d’Ivoire a atteint le point d’achèvement de l’initiative PPTE le 26 juin 2012.
Le premier C2D avec la Côte d'Ivoire a été signé le 1er décembre 2012 à Abidjan. Le montant de l'allègement de la dette était de 913 millions d'euros. Le premier c2d signé pour la période  est d'une valeur 630 millions d'euros.
Le 3 décembre 2014, le deuxième C2D d´un montant de 738 milliards de FCFA allant de 2014 à 2020, a été signé entre les deux pays.
Le troisième C2D a été signé le 27 octobre 2021.